# József Szendrei
Dans le nom hongrois Szendrei József, le nom de famille précède le prénom, mais cet article utilise l’ordre habituel en français József Szendrei, où le prénom précède le nom.
József Szendrei (né le 15 avril 1954 à Karcag en Hongrie) est un joueur de football international hongrois qui évoluait au poste de gardien de but.

## Biographie

### Carrière en club
József Szendrei évolue en Hongrie et en Espagne. Il joue principalement en faveur des clubs d'Újpest et de Cadix.
Il dispute 183 matchs en première division hongroise. Il joue également 117 matchs au sein des championnats espagnols (dont 80 en première division), encaissant 134 buts.
Il remporte avec le club d'Újpest trois Coupes de Hongrie, et se classe deuxième du championnat lors de la saison 1986-1987.
Il joue 10 matchs en Coupe des coupes avec le club d'Újpest. Il atteint les quarts de finale de cette compétition en 1984, en étant battu par l'équipe écossaise d'Aberdeen, le tenant du titre.

### Carrière en sélection
József Szendrei reçoit 10 sélections en équipe de Hongrie entre 1985 et 1988. Toutefois, seulement 9 sélections sont officiellement reconnues par la FIFA.
Il joue son premier match en équipe nationale le 12 décembre 1985, contre l'Algérie (victoire 1-3 à Monterrey).  
Il figure dans le groupe des sélectionnés lors de la Coupe du monde de 1986. Los du mondial organisé au Mexique, il joue un match contre le Canada (victoire 2-0 à Irapuato).
Il dispute quatre matchs rentrant dans le cadre des éliminatoires l'Euro 1988. Lors de ces éliminatoires, il est capitaine de la sélection hongroise, à l'occasion d'une rencontre face à l'équipe de Chypre disputée le 8 février 1987.
Il reçoit sa dernière sélection avec la Hongrie le 27 avril 1988, en amical contre l'Angleterre (match nul et vierge à Budapest).

## Palmarès
| Újpest FC - Championnat de Hongrie : - Vice-champion : 1986-87. - Coupe de Hongrie (3) : - Vainqueur : 1981-82, 1982-83 et 1986-87. |  | Málaga - Championnat d'Espagne D2 (1) : - Champion : 1987-88. |